# СССР В-4 (Комсомольская правда)
СССР В-4 (Комсомольская правда) — советский дирижабль мягкого типа. Сбор средств на строительство организован газетой «Комсомольская правда».

## Описание
«Комсомольская правда» создана на основе своего предшественника — дирижабля Московский химик-резинщик (МХР). При строительстве использовались чертежи и гондола МХР. Строили дирижабль студенты Высшего аэромеханического училища.
В отличие от МХР гондола «Комсомольской правды» крепилась к оболочке не верёвочными стропами, а металлическими тросами. Двигатель Фиат, который был установлен в гондоле МХР, заменили авиационным двигателем BMW IIIa мощностью 185 л. с. 1916 года выпуска. Двигатель был снят с трофейного самолёта.
Оболочка «Комсомольской правды» изготавливалась на московском заводе «Красный каучук» весной 1930 года.
Гондола МХР была модернизирована. Моторный отсек перенесли на корму, а в средней части гондолы размещались пассажиры и ученики пилотов. В полёты на короткие расстояния «Комсомольская правда» могла брать 12 человек.
Первый полёт «Комсомольская правда» совершила 29 августа 1930 года. Командовал экипажем Е. М. Опман. 31 августа 1930 года дирижабль выполнил первый полет над Москвой.
В 1932 году дирижабль «Комсомольская правда» был передан «Дирижаблестрою» Долгопрудный. В Долгопрудном дирижабль был модернизирован, и получил наименование СССР В-4. Дирижаблю заменили оболочку, гондола стала закрытой, изменилось оперение и подвесная система. Первый полёт СССР В-4 совершил 6 ноября 1932 года. 7 ноября 1932 года над Красной площадью прошли дирижабли: СССР В-1, СССР В-2, СССР В-3 и СССР В-4.
13 февраля 1934 года в результате сильного сжатия пароход Челюскин был раздавлен льдами и затонул. Через два дня после крушения судна в Москве была образована специальная комиссия для эвакуации членов экспедиции.
В марте 1934 года дирижабли В-2 (Смольный) и СССР В-4 были отправлены по железной дороге во Владивосток. Предполагалось, что дирижабли из Уэлена будут летать в лагерь Шмидта для спасения челюскинцев. Но челюскинцы были вывезены самолётами. Уже 5 марта летчик Анатолий Ляпидевский на самолёте АНТ-4 пробился к лагерю и снял со льдины десять женщин и двоих детей.
Летом 1934 года СССР В-4 в разобранном виде хранился в деревянном эллинге «Дирижаблестроя» в Долгопрудном. В это время в эллинге завершалось строительство дирижабля СССР В-7. 10 августа 1934 года от удара молнии в эллинге начался пожар, и все дирижабли, находившиеся в эллинге, сгорели.